# Ненад Срећковић
Ненад Срећковић (рођен 11. априла 1988. у Горњем Милановцу) је српски фудбалер који игра на позицији везног играча.

## Каријера
Срећковић је у млађим категоријама био играч Црвене звезде а осам година је био капитен генерације играча рођене 1988. године. За први тим Црвене звезде је дебитовао у сезони 2006/07. код тренера Бошка Ђуровског. Одиграо је само два сусрета за први тим београдских црвено-белих а од 2005. до 2011. године је већину времена провео на позајмицама у клубовима - Таванкут, Рад, Напредак Крушевац, Срем и Млади радник. У лето 2011. прелази у холандског прволигаша Де Графшап а током 2012. године игра у Норвешкој за Фредерикстад. У јануару 2014. године прикључује се екипи Рада, где је у другом делу сезоне 2013/14. одиграо 11 утакмица у Суперлиги Србије. У сезони 2014/15. је наступао за словеначки Копар и са њима је освојио Куп Словеније. Током првог дела сезоне 2015/16. је наступао у Првој лиги Србије за екипу Колубаре да би у јануару 2016. прешао у Радник из Бијељине. У екипи Радника је провео наредне две и по сезоне у којима је одиграо 52 првенствене утакмице на којима је постигао четири гола. Са овим клубом је освојио и Куп Босне и Херцеговине у сезони 2015/16. У лето 2018. прелази у словеначки клуб Кршко да би се у фебруару 2019. вратио у Радник.

## Трофеји

### Копар
- Куп Словеније (1) : 2014/15.

### Радник Бијељина
- Куп Босне и Херцеговине (1) : 2015/16.